# 大衛 (亨廷登伯爵)
大衛（1152年—1219年6月17日），亨廷登伯爵，馬爾科姆四世與威廉一世的弟弟。

## 家庭
1190年，大衛與切斯特的瑪蒂爾達結婚，兩人共有1子4女：
- 瑪格麗特，加洛威勳爵夫人
- 阿達，黑斯廷斯夫人
- 瑪蒂爾達
- 伊澤貝爾，安南代爾勳爵夫人，其子羅伯特·布魯斯是羅伯特一世的祖父